# Militärverpflegungsetablissement

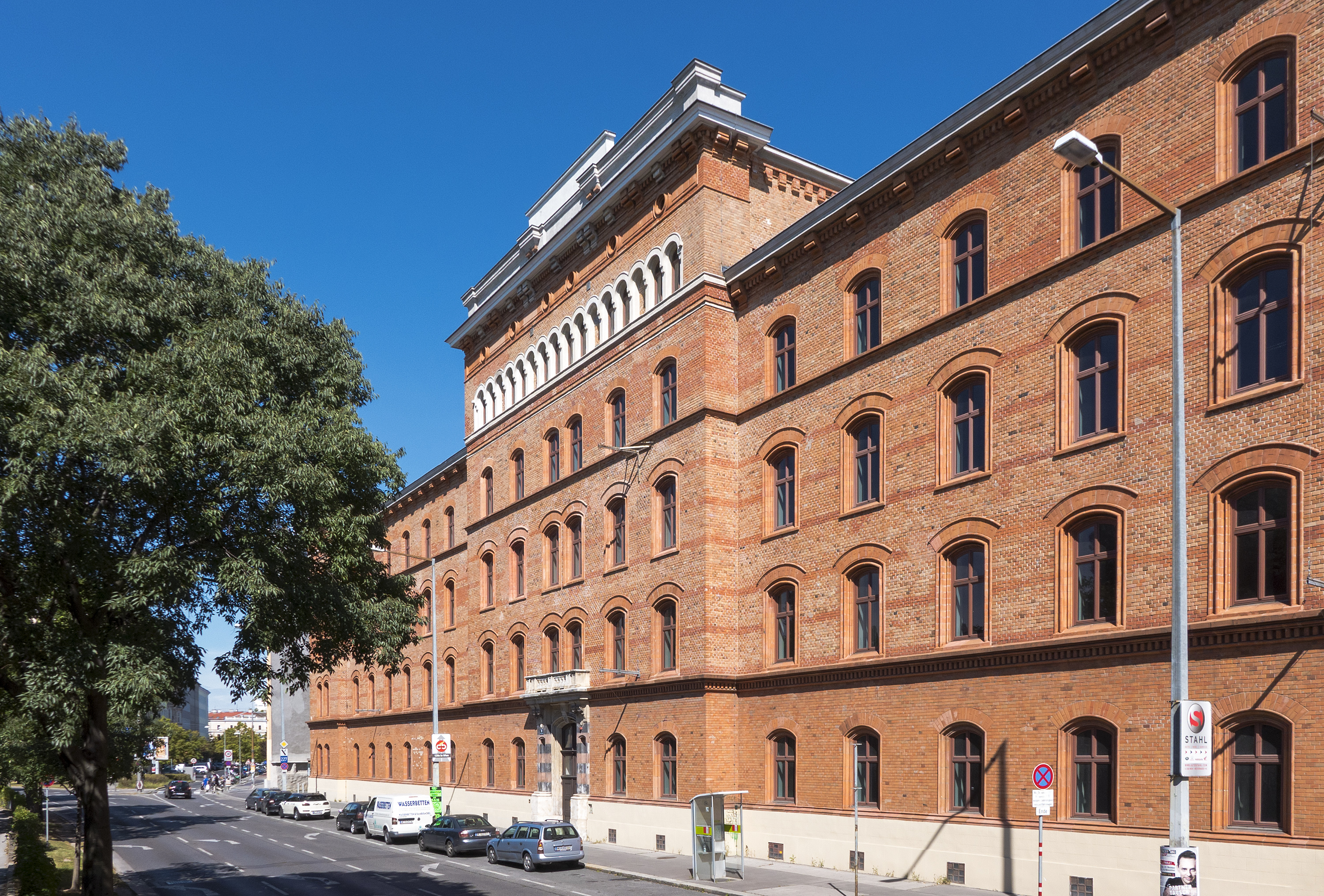
Ehemaliges Militärverpflegungsetablissement

Das Militärverpflegungsetablissement befand sich im 2. Wiener Gemeindebezirk in der Oberen Donaustraße 17–19 als Nachfolgebauwerk der 1863–1865 abgebrochenen Leopoldstädter Kaserne.
Errichtet wurde es auf Anweisung des Kriegsministeriums auf einem Teil des freigewordenen Geländes nach Plänen des Hauptmanns im Geniestab Ferdinand Artmann als Sichtziegelbau. 1895 wurde es um ein Verpflegsfeldausrüstungsdepot erweitert. Die Baupläne dafür stammten von Ferdinand Fellner und Hermann Helmer.
Während der Ersten Republik befand sich hier die Zentralverpflegsanstalt des Bundesheeres.
1931 wurde an der Oberen Augartenstraße auf einem Teil des Areals ein städtischer Wohnbau errichtet. Von dem seit 1945 nur noch zivil genutzten (Hammerbrotwerke, Wiener Stadtwerke) ehemaligen Militärverpflegungsetablissement existiert seit 1988 nur noch das einstige Verwaltungsgebäude. Es steht unter Denkmalschutz (Listeneintrag), wurde mittlerweile restauriert und als Bürogebäude adaptiert.
Bis ins Jahr 2018 wurde das Gebäude als Bürogebäude genutzt. Weitere Pläne waren ein Umbau in ein Hotel oder ein Wohnhaus. Nach einem neuerlichen Besitzerwechsel wurde 2022 begonnen, das Gebäude in Wohnungen umzubauen.
Seither bildet das Gebäude auch den zentralen Teil der von der Stadt Wien definierten baulichen Schutzzone Obere Donaustraße, die auch Teile des Rembrandtviertels umfasst.